# Gianpiero Moretti
Gianpiero Moretti (Milano, 20 marzo 1940 – Milano, 14 gennaio 2012) è stato un pilota automobilistico e imprenditore italiano, fondatore della MOMO.

## Carriera
Moretti fonda la MOMO agli inizi degli anni sessanta, ottenendo subito un discreto successo tra gli addetti ai lavori.
Nel 1964, la Ferrari campione del mondo dell'inglese John Surtees è equipaggiata con volante firmato proprio dalla MOMO.
Nel 1969 vince la 6h di Vila Real in Gr.6 in coppia con Corrado Manfredini su Porsche 907 e vince la Targa Florio nella categoria GT 2.0 in coppia con Ostini su Porsche 911 T.
Nel 1970 corre la sua prima edizione della 24 Ore di Daytona con la Ferrari 512 S a 30 anni e usa per la prima volta il numero di gara 30, che manterrà per tutta la vita.
Nel 1970 è il primo pilota nella storia a vincere una gara nel paese del Sol Levante con una Ferrari. Fuji golden race 1970, vittoria ottenuta con la Ferrari 512 S.
Nel 1970 vince la corsa in salita Trieste-Monte Opicina con la Ferrari 512 S alla spaventosa media di 150 km/h.
Nel 1977 vince le gare di Gr.4 di Misano, Pergusa, Misano, la gara di Coppa Intereuropa e la 6h di Silverstone in coppia con Vittorio Brambilla. Tutte con Porsche 934.
Nel 1979 vince il Giro d'Italia Automobilistico con la Porsche 935 in squadra con Schon e Radaelli.
Nel 1980 vince la 250 miglia di Daytona Finale su Porsche 935 in coppia con Reinhold Joest, la 50 miglia di Road Atlanta e la 500 Miglia di Mid Ohio in Gr.5 con Jim Busby su Porsche 935.
Nel 1981 sulla scia dei successi internazionali di MOMO, società leader mondiale negli accessori di lusso per auto, nasce MOMODESIGN come centro stile specializzato nella ricerca e nello sviluppo del car design.
Nel 1982 vince la 1000km di Spa Gr.5 e la 9h di Kyalami in coppia con Mauro Baldi su Porsche 935.
Nel 1993 convince Piero Ferrari a realizzare una barchetta Ferrari per tornare a competere nelle corse di durata negli USA, nella nuova categoria Sport WSC. Nasce quindi la Ferrari 333 SP.
Nel 1994 vince la 2h di Indianapolis e la 3h di Watkins Glen e la 2h di Lime Rock in coppia con Eliseo Salazar su Ferrari 333 SP.
Nel 1995 cede il 60% della MOMO alla Mercury Holding, mantenendo comunque la presidenza del gruppo da lui fondato.
Nel 1995 vince la 3h di Texas World, la 1h 45min di Lime Rock in coppia con Wayne Taylor su Ferrari 333 SP.
Nel 1996 vince la 6h di Watkins Glen, la 1he45min di Lime Rock, la 3h di Road Atlanta in coppia con Max Papis su Ferrari 333 SP. Arriva secondo alla 24 ore di Daytona, in cui Max Papis fu autore di una spettacolare rimonta che lo portò a poco più di un minuto di distacco dal primo dopo 24 ore di gara. In questa gara Max Papis diventò "MAD Max" ed è tuttora il suo nickname negli Stati Uniti.
Nel 1998 vince la 24 Ore di Daytona, la 12 Ore di Sebring e la 6 Ore di Watkins Glen al volante di una Ferrari 333 SP. Primo pilota nella storia a vincere le tre gare di durata più importanti degli USA nello stesso anno e primo pilota a vincerle con una Ferrari.
Nel 1997 crea il marchio Mokart, per realizzare un network di piste kart indoor e diffondere la passione del motorsport tra il pubblico.
Sempre nel 1998 fonda la Moretti Racing, marchio specializzato nella produzione e distribuzione di prodotti destinati ai piloti e produttori di kart.
Nel 2000 costruisce la prima pista per kart indoor a Cinisello Balsamo.
Nel 2006 apre la seconda pista per kart indoor a Como in franchising.
Moretti muore a Milano il 14 gennaio 2012 a causa di un tumore.
Nel 2014 viene intitolato un Challenge Endurance kart in sua memoria, l'ITalian Kart Challenge (ITKC).
Nel 2015 la famiglia con gli amici raccoglie un ampio database della sua carriera e lo pubblica sul dominio gianpieromoretti nella desinenza ".it" in italiano ed inglese.

## Risultati

### 24 Ore di Le Mans
| Anno | Squadra              | Vettura        | Equipaggio                  | Risultato |
| ---- | -------------------- | -------------- | --------------------------- | --------- |
| 1970 | Scuderia Filipinetti | Ferrari 512 S  | Corrado Manfredini          | Ritirato  |
| 1990 | MOMO Gebhardt Racing | Porsche 962C   | Nick Adams Günther Gebhardt | Ritirato  |
| 1997 | Moretti Racing Inc.  | Ferrari 333 SP | Didier Theys Max Papis      | 6º        |
| 1998 | Moretti Racing Inc.  | Ferrari 333 SP | Didier Theys Mauro Baldi    | 14º       |